# La Ligua
La Ligua este un oraș și comună din provincia Petorca, regiunea Valparaíso, Chile, cu o populație de 32.131 locuitori (2012) și o suprafață de 1163,4 km2.